# 中村亀三郎
中村 亀三郎（なかむら かめざぶろう、1884年1月28日 - 1944年11月2日）は、日本の海軍軍人。最終階級は海軍中将。

## 経歴
高知県西唐人町（現在の高知市）に京観世高安流8代、中村能成の二男として生れる。1905年11月海軍兵学校（33期）を卒業し、1906年に海軍少尉任官。海軍大学校航海術専修学生を優等で卒業し、砲艦「宇治」航海長、海防艦「武蔵」航海長、海防艦「秋津洲」航海長、巡洋艦「利根」航海長、海軍兵学校教官などを経て、1917年、海軍大学校（甲種第15期）を卒業。以後、戦艦「香取」航海長、横須賀鎮守府参謀、軍令部参謀、第3艦隊参謀、練習艦隊参謀、海軍大学校教官、軽巡洋艦「那珂」艦長、「利根」艦長、軍令部第1班第2課長、ロンドン軍縮会議随員、重巡洋艦「加古」艦長、戦艦「長門」艦長、第2艦隊参謀長などを歴任し、1931年海軍少将に進級。
以後、海軍省教育局長、練習艦隊司令官、軍令部第1部長を務め、1935年に海軍中将となった。その後、海軍大学校校長、舞鶴要港部司令官、佐世保鎮守府司令長官を歴任し、1940年に予備役に編入された。
現役を退いた後、1943年（昭和18年）から高知造船株式会社社長を務めた。

## 栄典
- 1907年（明治40年）2月12日 - 正八位[1]

- 従三位勲一等

## 親族
- 妻・セイ
- 長男・元夫（海軍少佐、妻・春子　義父・岩下保太郎海軍少将長女　義母・岩下ハツ（山屋他人海軍大将長女））